# Scorpianus
Une inscription découverte à Altenberg, parle d'un cocher, Scorpianus, originaire d'Afrique, qui remporta sept cents victoires. Lors du développement des courses de chars au Maghreb au IIIe siècle, Scorpianus y est porté comme figure de héros.
Le nom de Scorpianus se retrouve également sur une mosaïque de Carthage (Scorpianus In Adamtu). Toutefois, on ne sait s'il s'agit du même homme ou d'un homonyme. Cette inscription est placée au-dessus d'un quadrige, dont il ne reste aujourd'hui plus que les têtes de chevaux.
Selon Alfred Louis Delattre, le terme Scorpianus est un dérivé de Scorpius, un titre porté par plusieurs cochers célèbres, et par plusieurs cochers de cirques à Carthage. 

## Traduction
CIL III, 12013 : Le cocher Scorpianus, originaire d'Afrique, remporta pour sa faction 700 victoires.
CIL VIII, 12589 : Scorpianus Adamatu

## Source
CIL III, 12013 (Altenberg)
CIL VIII, 12589 (Carthage)